# پومی
پومی (به لاتین: Pomi) یک منطقهٔ مسکونی در رومانی است که در شهرستان ساتو ماره واقع شده‌است. پومی ۵۷٫۹۳ کیلومتر مربع مساحت و ۲٬۳۷۴ نفر جمعیت دارد.